# Pločnik (miasto Prokuplje)
Pločnik (cyr. Плочник) – wieś w Serbii, w okręgu toplickim, w mieście Prokuplje. W 2011 roku liczyła 120 mieszkańców.